# Harplinge
Harplinge – miejscowość (tätort) w południowej Szwecji, w regionie administracyjnym (län) Halland (gmina Halmstad).
Miejscowość jest położona w prowincji historycznej (landskap) Halland, ok. 15 km na północny zachód od centrum Halmstad.
W Harplinge znajduje się kościół parafialny Harplinge kyrka, wzniesiony w latach 1892–1893 na miejscu niezachowanego murowanego kościoła, zbudowanego na planie romańskim.
W 2010 roku Harplinge liczyło 1450 mieszkańców.

## Osoby związane z Harplinge
- Roland Johansson – bokser
- Stellan Bengtsson – tenisista stołowy
- Mariette[5] – piosenkarka

Z miejscowością jest związana powstała w 1977 roku grupa muzyczna Gyllene Tider. Z Harplinge pochodzi trzech jej członków. Drogę z Halmstad do Harplinge opisuje jeden z utworów zespołu, „Harplinge”.